# 호법 분기점
호법 분기점(Hobeop Junction, 호법JC)은 경기도 이천시 호법면 안평리에 설치된, 중부고속도로와 영동고속도로가 만나는 분기점이다. 1987년 12월 3일에 중부고속도로 하일 나들목 ~ 남이 분기점 구간이 개통되면서 신설되었다.

## 연혁
- 1987년 12월 3일 : 중부고속도로 남이 ~ 하일구간 개통에 따라 영업 개시[1]
- 1989년 6월 12일 : 분기점 내 영동고속도로 차선 확장 공사로 인해 경기도 이천군 호법면 안평리 ~ 유산리 2.05km 구간 도로구역 변경[2]

## 구조물 정보
- 위치: 경기도 이천시 호법면 안평리
- 클로버스택형으로, 영동고속도로의 진출 램프가 동그랗게 말려 있는 형태이다.

## 접속하는 노선

### 청주・하남방면
- 중부고속도로 (36번)

### 인천・강릉방면
- 영동고속도로 (50번)

## 사진

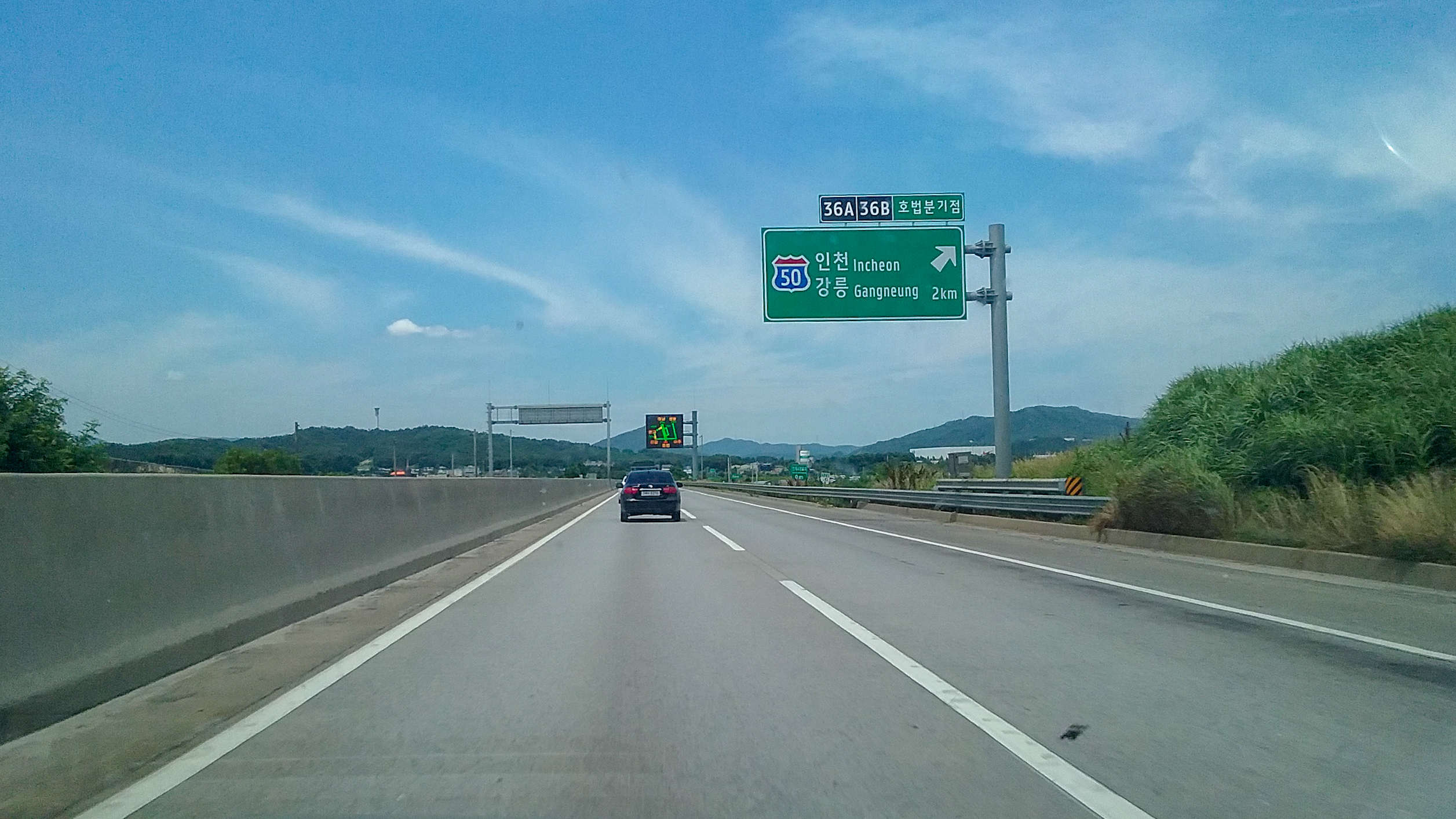
중부고속도로 2km 표지판(상행)
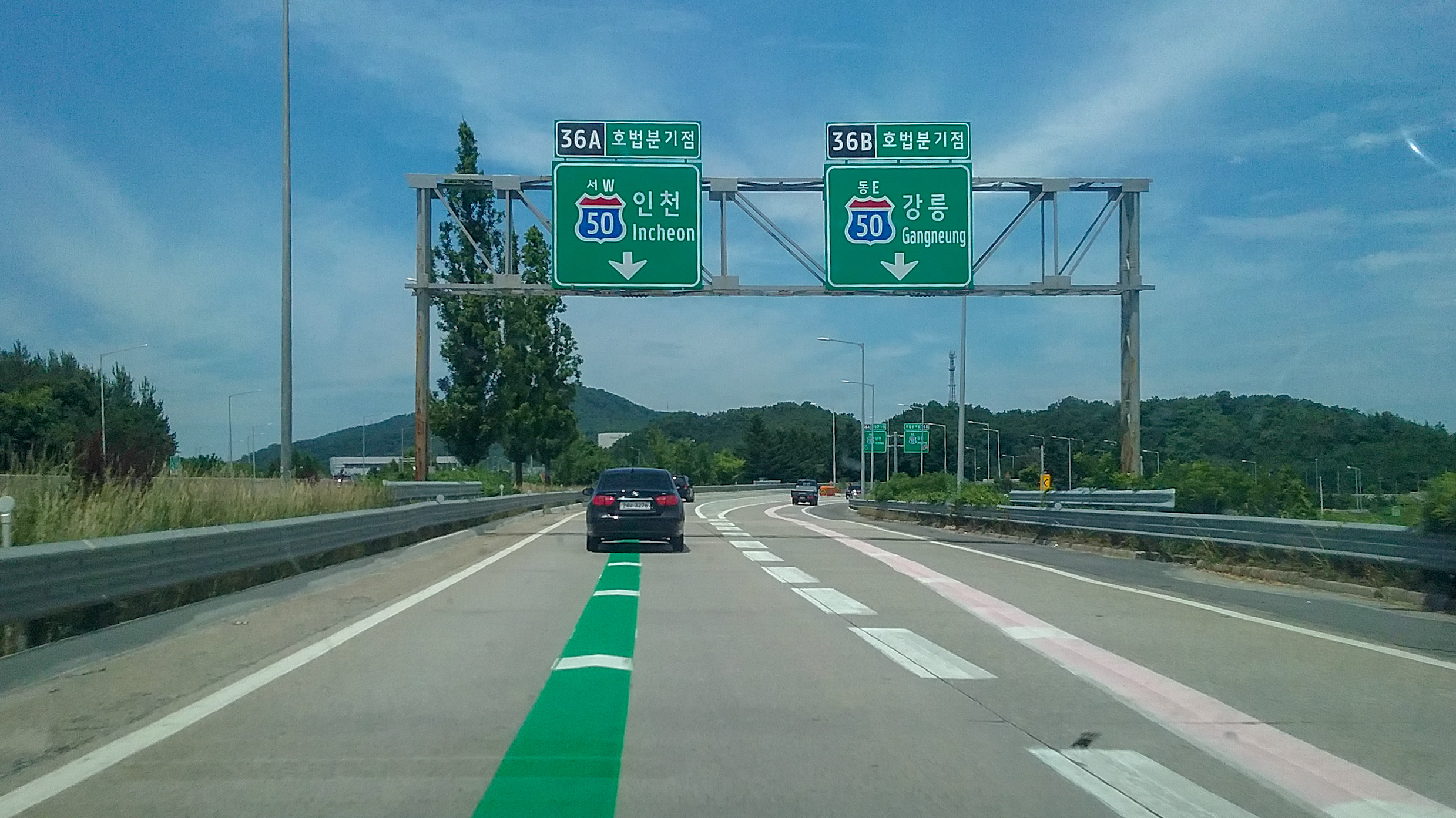
중부고속도로 램프 표지판(상행)
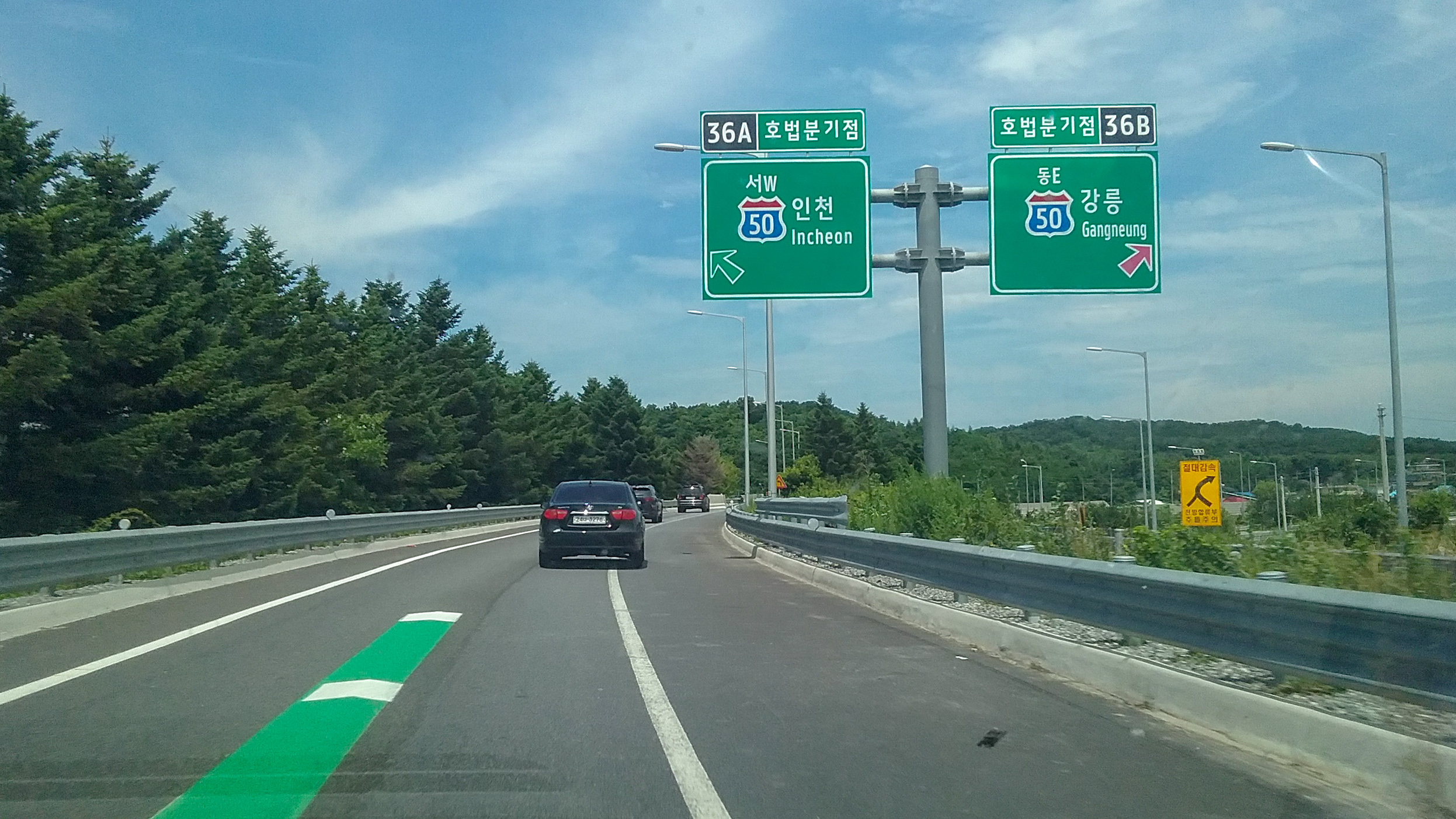
중부고속도로 램프 분기 표지판(상행)
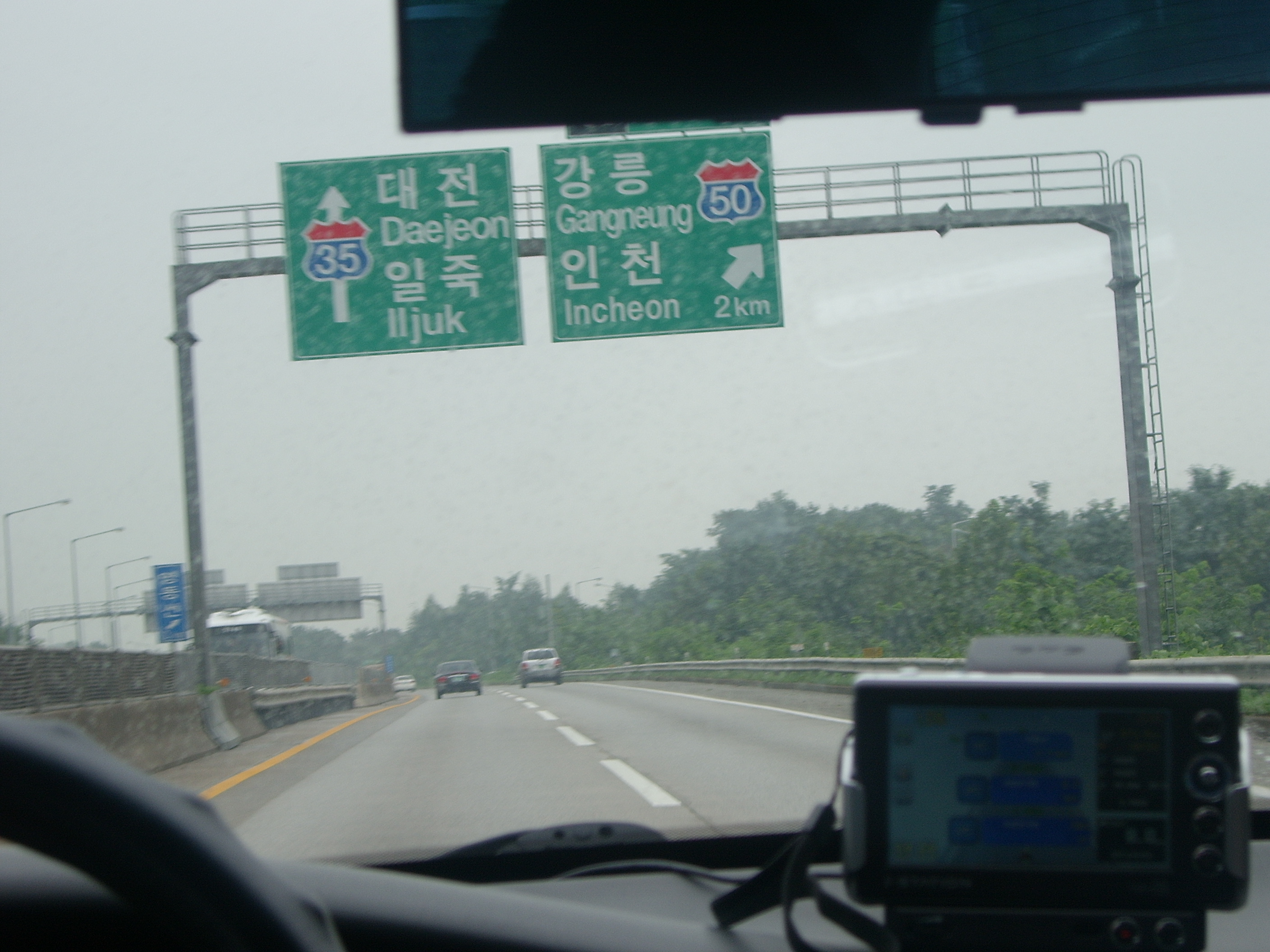
중부고속도로 2km 표지판(하행)
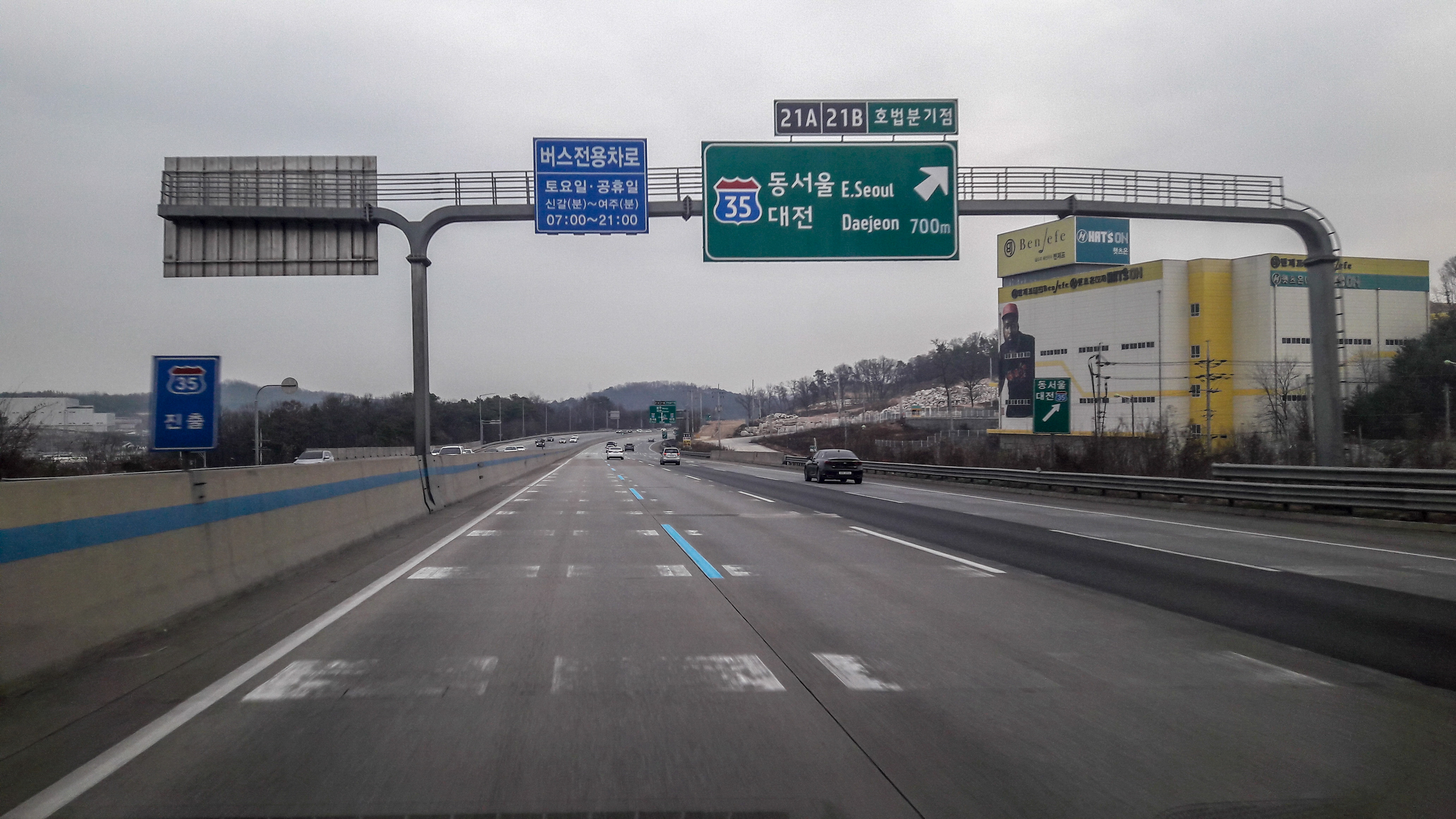
영동고속도로 700m 표지판(하행)
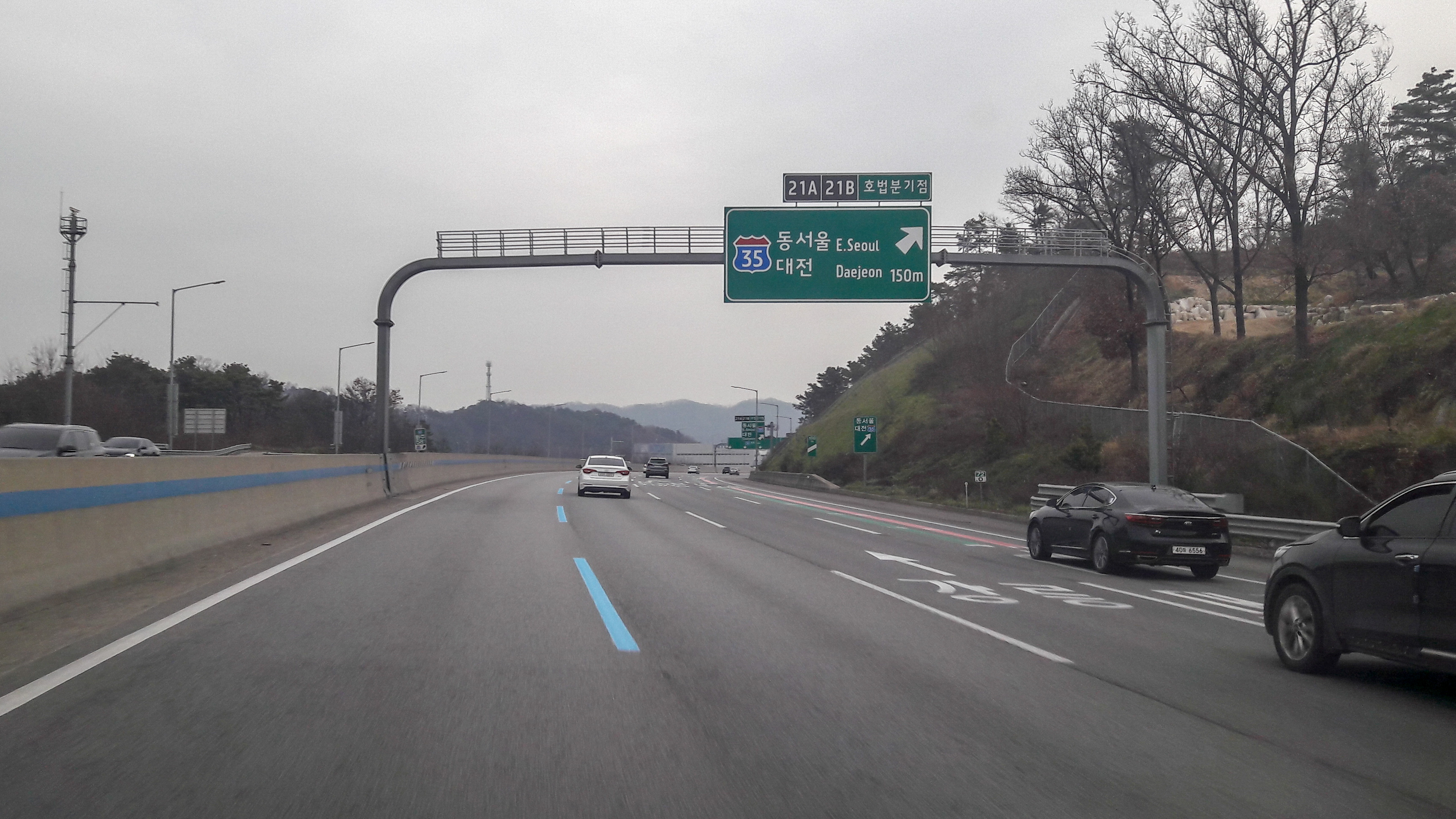
영동고속도로 150m 표지판(하행)
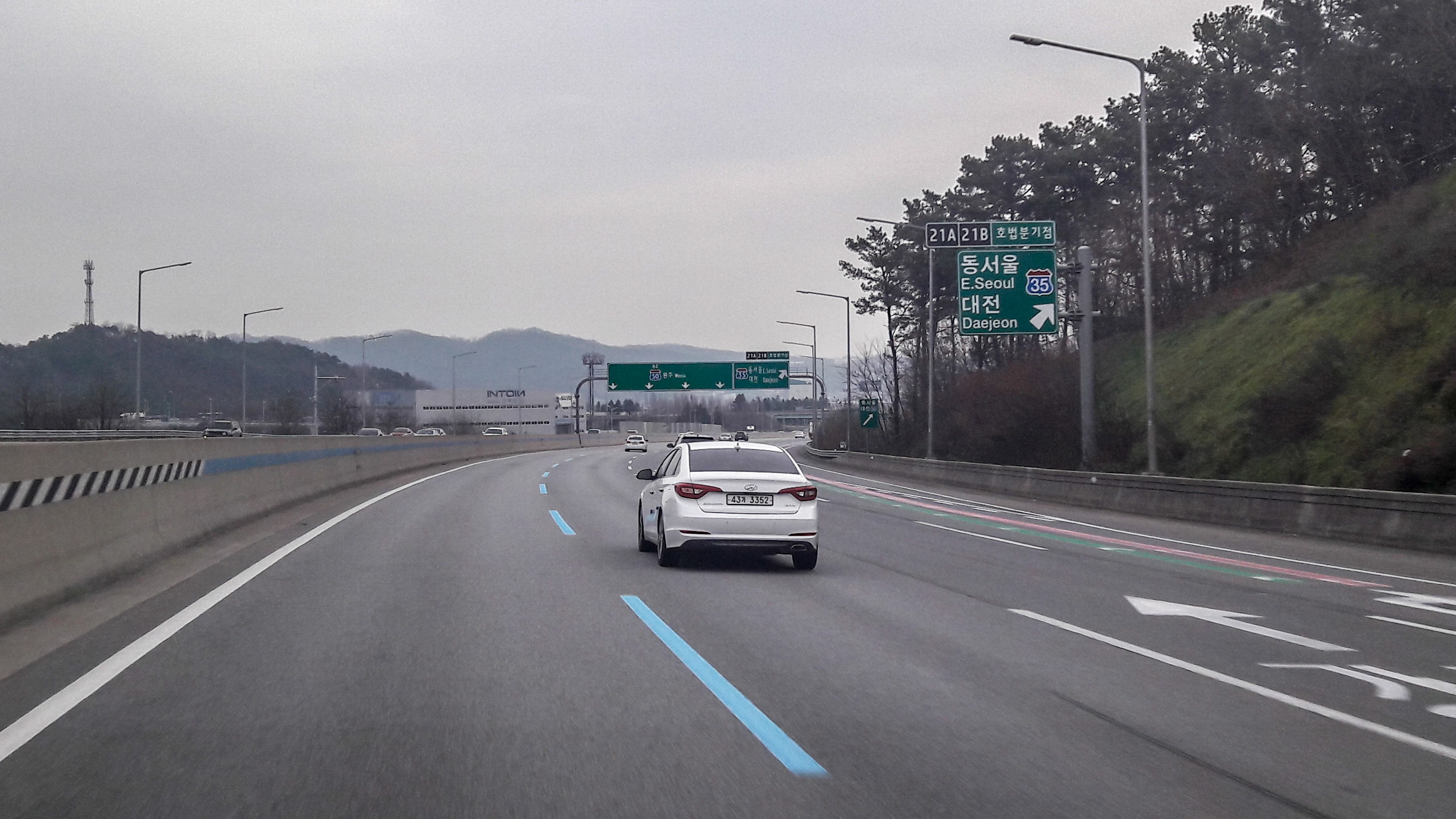
영동고속도로 표지판(하행)
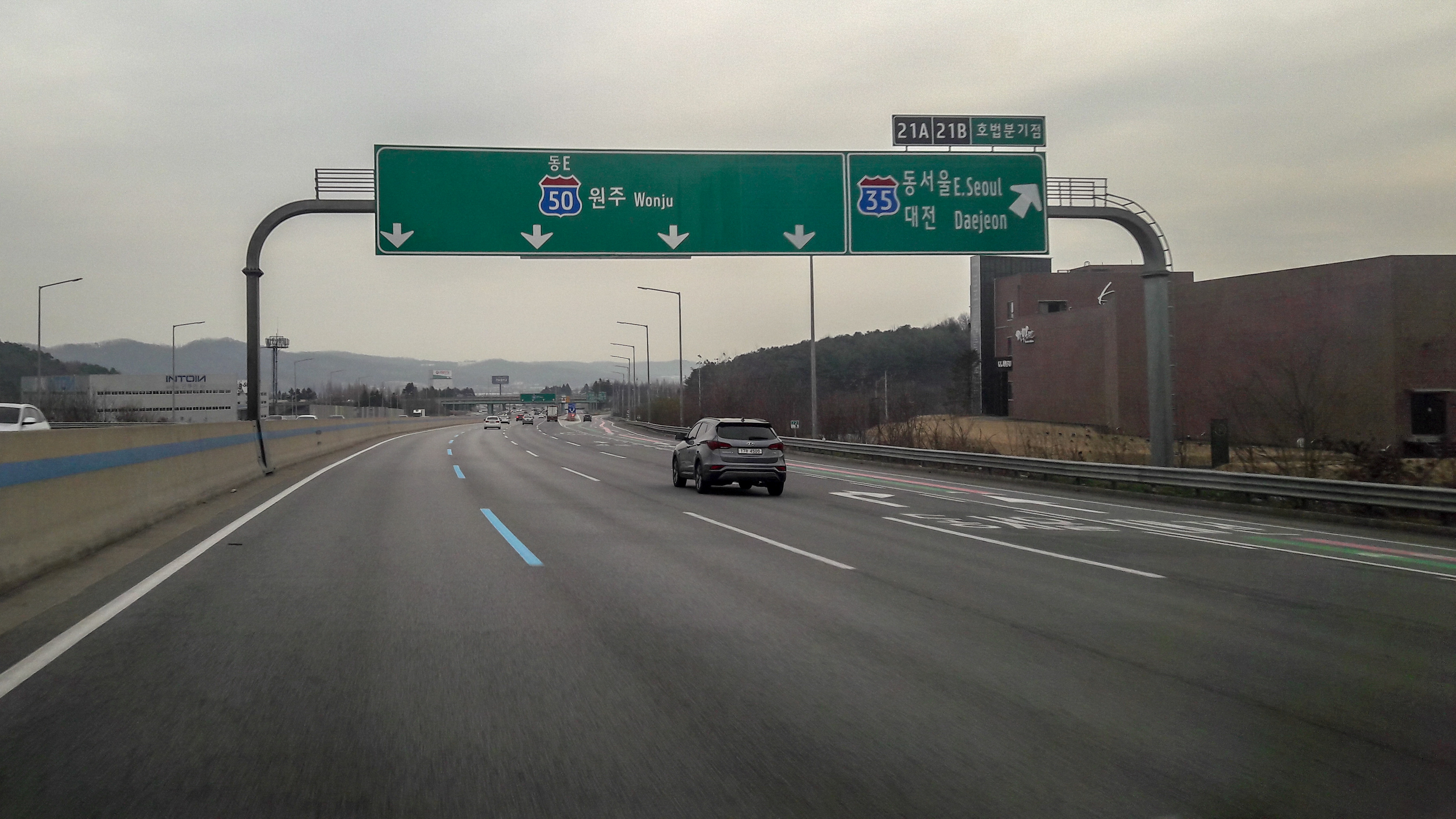
영동고속도로 표지판(하행)
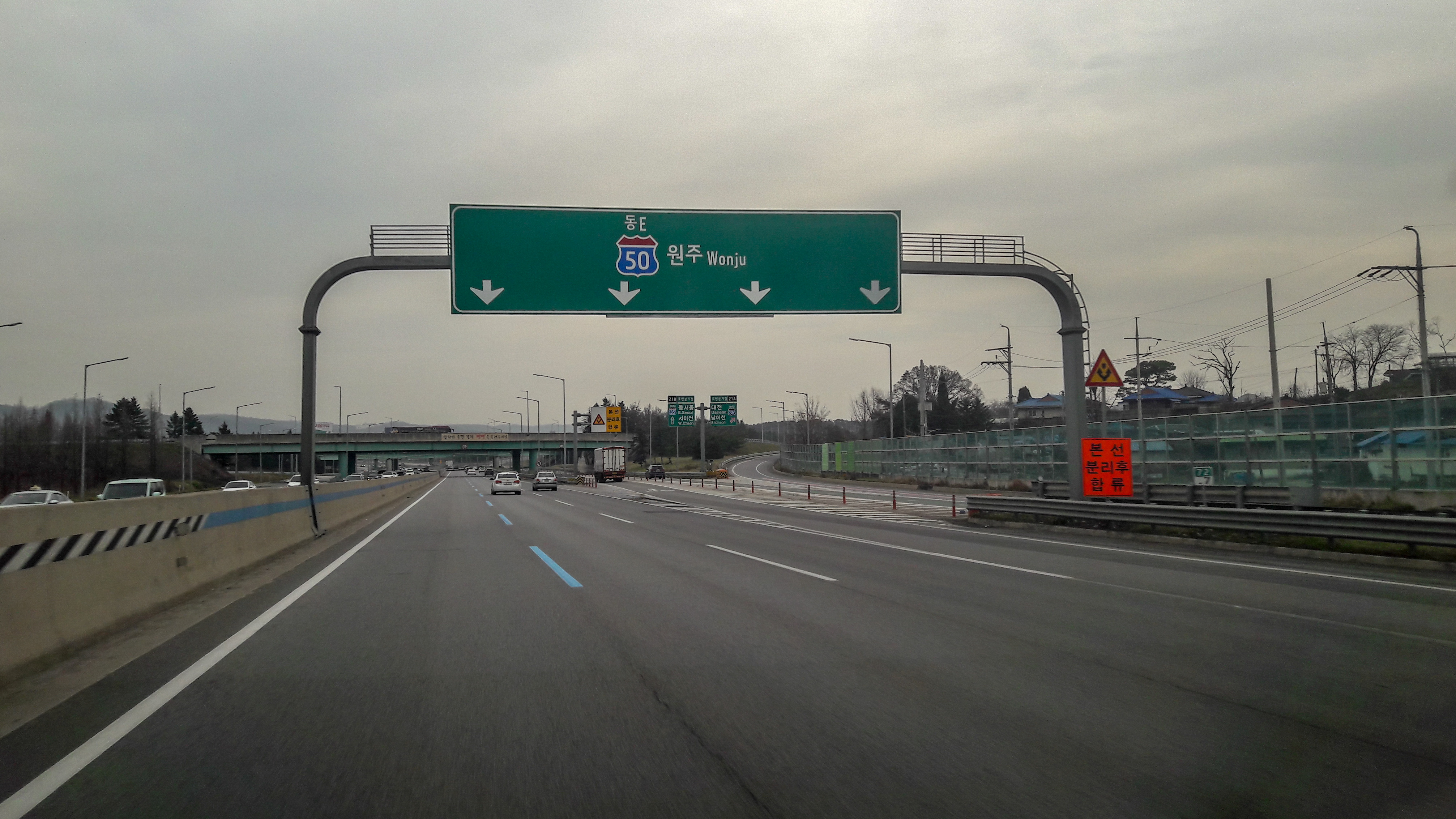
영동고속도로 램프 표지판(하행)